# Quinto Martini (sculpteur et peintre)
Pour les articles homonymes, voir Quinto Martini.
Quinto Martini, né le 31 octobre 1908 à Seano, une frazione de Carmignano, et mort le 9 novembre 1990 à Florence, est un sculpteur, peintre et poète italien.

## Biographie
Quinto Martini est né le 31 octobre 1908 à Carmignano. En 1925 il rencontre A. Soffici à Poggio a Caiano. En 1928-1929 il est appelé pour le service militaire.